# Padmasambhava
Padmasambhava is in de boeddhistische geschiedschrijving de persoon die feitelijk verantwoordelijk is voor de introductie van een georganiseerd boeddhisme in Tibet. Hij zou de grondlegger zijn van het tantrisch boeddhisme in het land in de 8e eeuw. In Bhutan en Tibet is hij bekend als Goeroe Rinpoche ("De kostbare meester") en met name binnen de traditie van de nyingma wordt hij beschouwd als de tweede Boeddha.

## De legende in de boeddhistische geschiedschrijving
Volgens de traditionele legende was Padmasambhava als een achtjarig kind geïncarneerd in een lotusbloem in het Dhanakosha-meer in de buurt van Swat, het huidige Pakistan. Zijn bijzondere gaven werden herkend door de lokale koning. Padmasambhava was in staat onmiddellijk esoterische teksten te onthouden en te begrijpen en werd spoedig bekend als een groot leraar.
In de boeddhistische geschiedschrijving zou koning Trisong Detsen (755-797) Shantarakshita, de abt van de Nalanda-universiteit in India hebben uitgenodigd het boeddhisme in Tibet uit te dragen. Shantarakshita kreeg onder meer de opdracht en de verantwoordelijkheid voor de bouw van het eerste boeddhistische klooster in Tibet, Samye. De bouw ervan verliep niet voorspoedig wat werd geweten aan de lokale godheden en demonen die niet erg enthousiast over het project zouden zijn geweest. Pogingen deze geesten te verdrijven mislukten en Shantarakshita was gedwongen de koning te melden dat deze taak boven zijn vaardigheden en mogelijkheden lag. Hij adviseerde de koning om hulp van een tantrisch meester, Padmasambhava, in te roepen. Padmasambhava arriveerde in Tibet en gaf de geesten en demonen het ultimatum zich tot het boeddhisme te bekeren dan wel te verdwijnen. Die kozen voor de eerste optie en beloofden daarbij voortaan Tibet en bovenal de dharma te beschermen met dezelfde wil en kracht als waarmee ze tot dan toe het boeddhisme hadden bestreden.
De koning en de leden van zijn entourage waren zo onder de indruk dat zij toegewijde discipelen van Padmasambhava werden. Een hofdame Yeshe Tsogyal werd zijn vrouwelijke partner en in de daarna ontstane legenden verkreeg ook zij een goddelijke status – zij wordt vereerd als de spirituele moeder van het Tibetaanse volk. Padmasambhava verrichtte in Tibet nog vele wonderen, zoals het veranderen van woestijnen in vruchtbare velden. Zijn daden zouden echter ook de jaloezie van diverse facties binnen de aristocratie hebben gewekt en deze intrigeerden tegen hem. Hij besloot dan ook Tibet te verlaten en zich op een eiland in het zuiden, Chamara, te vestigen, waar hij als een onsterfelijke zal verblijven tot aan het eind der tijden.

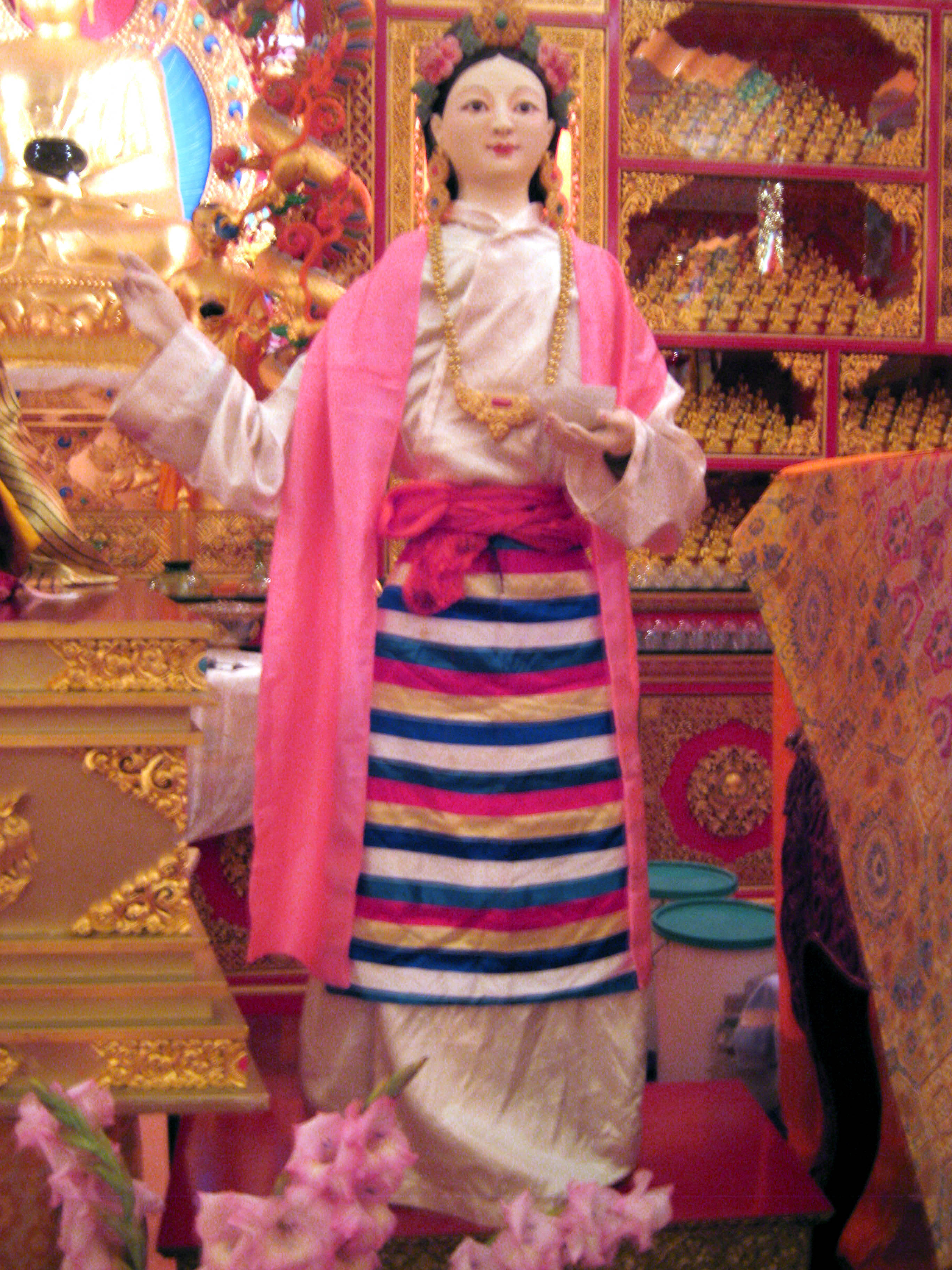
Beeld van Yeshe Tsogyal in Samye Ling, Schotland

Voorafgaand daaraan reisde Padmasambhava met Yeshe Tsogyal echter over het gehele Tibetaanse plateau om daar grote hoeveelheden schatten, zoals rituele voorwerpen maar met name religieuze teksten, te verbergen. Dat zijn de terma die werden verborgen om vaak honderden jaren later te worden teruggevonden door tertöns op een tijdstip dat de tijden meer rijp voor zouden zijn voor de inhoud ervan.

## Historische context
De rol van Padmasambhava bij de bouw van het klooster van Samye en de daarmee samenhangende definitieve bekering tot het boeddhisme van Trisong Detsen en zijn hof is een van de meest essentiële elementen in de traditionele Tibetaanse geschiedschrijving. Dat heeft vooral te maken met het feit, dat deze gebeurtenis bepalend is voor de totstandkoming van het pantheon van het Tibetaans boeddhisme. De voormalige demonen werden immers in het te realiseren pantheon opgenomen als beschermers, dharmapala's.
De persoon van Padmasambhava en de enorme hoeveelheid wonderen die in de boeddhistische geschiedschrijving aan hem worden toegeschreven, hebben onder tibetologen geleid tot vele discussies over zijn wel of niet historisch bestaan.
Een belangrijk punt daarbij is, dat er geen enkel document in de Tibetaanse geschiedschrijving bestaat dat zijn historisch bestaan zou kunnen valideren.
De naam Padmasambhava wordt in de Tibetaanse geschiedschrijving voor het eerst aan het eind van de tiende eeuw vermeld. In de twaalfde eeuw (dus 400 jaar na het voorval) wordt hij in enkele documenten beschreven op een wijze die begint te lijken op die van de huidige beeldvorming rondom hem. De gestalte die Padmasambhava nu volop heeft, dateert in de Tibetaanse documenten uit de veertiende eeuw.
Hij wordt in een klein aantal teksten van de manuscripten van Dunhuang genoemd. Die teksten handelen over de cultus van de godheid Dorjë Purba of Purbu. Die godheid belichaamt het ritueel van de purbu  of  magische dolk .
In de tekst van het Testament van Ba bedwingt  Padmasambhava wel enkele lokale preboeddhistische godheden en verricht enkele wonderen op het gebied van waterbeheersing. Maar er is verder weinig  in de tekst dat lijkt op de rol die Padmasambhava in de latere geschiedschrijving zou krijgen.  Hij wordt door  Trisong Detsen gedwongen Tibet te verlaten. Hij geeft geen onderricht aan de koning; hij laat geen enkele verborgen tekst (terma) na en is op geen enkele wijze betrokken bij de stichting van het klooster Samye.
Tibetologen uit de tweede helft van de twintigste eeuw en begin 21e eeuw kiezen meestal voor de invalshoek van het eerst beschrijven van de historische context. In de periode van Trisong Detsen was het Tibetaans keizerrijk een machtige natie in Centraal-Azië. Het expanderende rijk trok vele personen uit omringende gebieden aan, die aan het Tibetaanse hof en bij de elite hun – ook religieuze – overtuigingen wilden prediken. Daar waren vertegenwoordigers bij van meer klassieke al bestaande stromingen in het boeddhisme, zoals het Madhyamaka – een voorbeeld daarvan is dan Shantarakshita. Maar er kwamen ook groepen die bijvoorbeeld het Chinese Chanboeddhisme wilden uitdragen, zoals Moheyan. Daarnaast arriveerden uit India ook vele yogi's en exorcisten.
Tibetologen Matthew Kapstein en Giuseppe Tucci gaan uit van de mogelijkheid dat Padmasambhava de naam was van een exorcist met een zekere aanhang in Nepal en het zuiden van Tibet. 
Hugh Richardson en David Snellgrove zien het gebruik van de naam Padmasambhava meer als een voertuig, een model om bepaalde opvattingen op een begrijpelijke wijze te verspreiden. Dit is een zienswijze die later veel verder is uitgewerkt door Samten Gyaltsen Karmay.
Het wetenschappelijk onderzoek richt zich overigens nauwelijks meer op de persoon van Padmasavambha, maar gaat veel meer over de wijze hoe de legendes rondom hem nu tot stand zijn gekomen. Met name in het eerste decennium van de 21e eeuw zijn daarover nogal wat publicaties verschenen.

## Termavan Padmasambhava
Tibetologen Matthew Kapstein, Per Kværne en Donald Sewell Lopez jr. plaatsen de hausse van het vinden van terma (vooral in de periode van globaal 1050 tot 1350) in de context van de tweede verspreiding van het boeddhisme in Tibet.
Dat was een periode waarin veel Indiase meesters, zoals Atisha, naar Tibet reisden om daar het geloof uit te dragen. In dezelfde periode reisden veel Tibetaanse lama's naar India (waar het boeddhisme begon te verdwijnen) om daar opnieuw voor Tibet nog onbekende, boeddhistische teksten te ontdekken en vanuit het Sanskriet te vertalen. Voorbeelden van hen zijn Marpa en Gampopa.
Hun activiteiten leidden tot de stichting van nieuwe georganiseerde tradities binnen het Tibetaans boeddhisme, zoals de kadampa, sakya en veel varianten binnen de kagyüschool.
Het gevolg was dat zelfkennis en het beheersen van het juiste ritueel niet langer voldoende waren om als lama voldoende status te verkrijgen. Het was voor de lama, en voor de nieuwe beweging die hij vertegenwoordigde, essentieel om de beschikking te hebben over direct uit India afkomstige nieuwe teksten.
De twee oudere religieuze bewegingen in Tibet, de nyingma en bön, moesten dus een methode vinden om met behoud van hun eigen, veel oudere traditie zich te kunnen blijven profileren. In toenemende mate claimden die dan ook vanaf medio elfde eeuw over eveneens nieuwe openbaringen te beschikken in de vorm van in Tibet gevonden teksten en religieuze voorwerpen. Om die nieuwe openbaringen ook gezaghebbend te doen zijn, werden die toegeschreven aan een 'autoriteit'; bij de nyingma aan Padmasambhava, bij de bön aan Tönpa Shenrab. Richardson en Snellgrove wijzen ook op een parallel in Nepal waar een soortgelijke ontwikkeling heeft plaatsgevonden ten aanzien een andere boeddhistische yogi Matsyendra.
In de traditionele boeddhistische geschiedschrijving worden veel werken aan Padmasambhava als auteur toegeschreven. Enkele bekende zijn: De Koperen Eiland Biografie (die gevonden zou zijn door de tertön Nyangral Nyima Öser) en Het testament van Pema. Het in het Westen meest bekende werk dat aan Padmasambhava wordt toegeschreven, staat hier bekend als het Tibetaans dodenboek. Literair-historisch onderzoek van de laatste decennia heeft uitgewezen, dat ook deze – net als alle andere aan Padmasambhava toegeschreven werken – op een veel later tijdstip zijn geschreven. De Koperen Eiland Biografie dateert uit de twaalfde eeuw. De overige twee hier genoemde werken dateren uit de veertiende eeuw.
Ook in het historische Tibet zelf was er vanaf de twaalfde eeuw al kritiek op de veronderstelde authenticiteit van deze termateksten.De gelughistoricus Sumpa Yeshe Peljor schrijft bijvoorbeeld eind 18e eeuw.
 Het is gemakkelijk te bewijzen dat zij (Padmasambhava en de andere meesters uit de 8e eeuw) zelfs maar niet een fractie geschreven kunnen hebben van de oude doctrines die nu nog in dit land van de sneeuw aanwezig zijn, zoals (volgt een hele opsomming van titels). Deze oude doctrines werden pas veel later aan Padmasavambha toegeschreven. De zogenaamd beroemde oude vertalingen en de geestesterma werden geschreven door talloze bedriegers, die deze verhalen af en toe mengden met wat woorden van de Veroveraar op een wijze zoals het hen uitkwam. Iedereen die een beetje gestudeerd heef en naar die teksten kijkt, zal dat zien.